# ちたけそば
ちたけそばは、栃木県平野部の郷土料理。蕎麦ではなくうどんを用いたちたけうどんもある。
「ちたけ」はチチタケ（乳茸）のことで、チチタケとナスを炒めた出汁の中に蕎麦（またはうどん）を入れた料理である。
チチタケは秋のキノコより早い8月頃に生える食用キノコであり、栃木県では盆の時期に食されていた。ソバの収穫時期よりチチタケの収穫時期のほうが早いため、うどんで食されるほうが多い。